# Imigongo

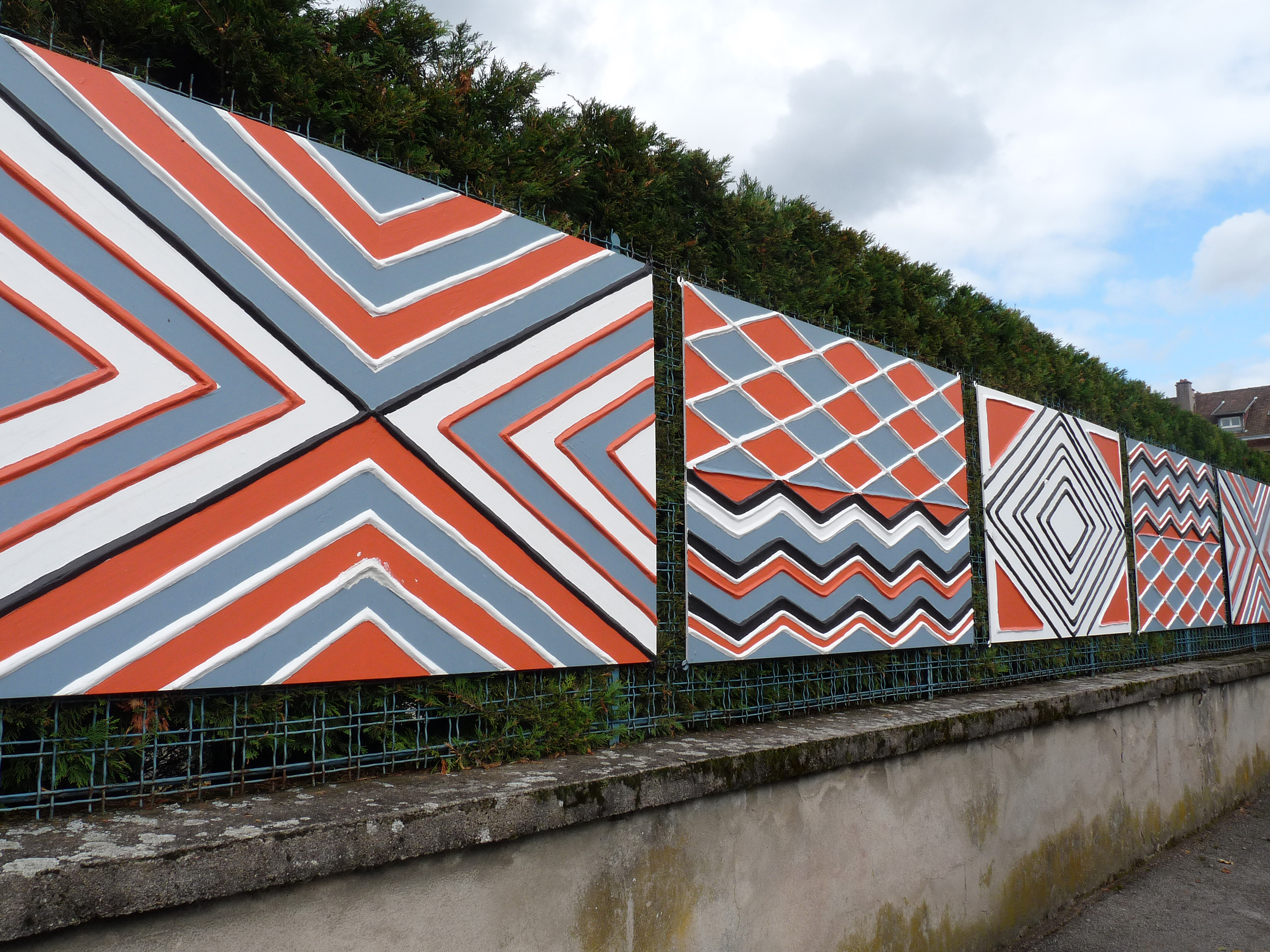
Fresco ruandês Imigongo inaugurado em Saint-Dié-des-Vosges no quadro do 22º Festival Internacional de Geografia de 2011

Imigongo (Kinyarwanda: [i.mí.ɡôː.ŋɡo]) é uma forma de arte popular em Ruanda, tradicionalmente feita por mulheres usando estrume de vaca. Frequentemente nas cores preto, branco e vermelho, os temas populares incluem desenhos espirais e geométricos que são pintados em paredes, cerâmica e tela. O esterco é misturado com cinzas, que mata bactérias e odores, e é deixado para endurecer e então é decorado usando cores feitas de material orgânico..
Desenvolvida inicialmente no século XVIII, essa técnica tem raízes culturais profundas, relacionadas à vida rural e à valorização do gado, que ocupa um papel central na sociedade ruandesa. Acredita-se que o *imigongo* tenha surgido como uma técnica de embelezamento das paredes internas das cabanas, principalmente na região oriental de Ruanda, e que seu uso tenha sido popularizado pelo príncipe Kakira, um membro da monarquia local.
Na prática, o processo de criação do *imigongo* começa com o artista misturando esterco de vaca com argila para modelar padrões em relevo na superfície desejada. Após a secagem, a peça recebe uma pintura vibrante, que usa uma paleta limitada de cores obtidas a partir de minerais e pigmentos naturais — tradicionalmente preto, branco, vermelho, amarelo e ocasionalmente azul. Os desenhos geométricos são repetitivos e organizados em formas como espirais, triângulos e losangos, que refletem tanto a harmonia com a natureza quanto a estética da sociedade ruandesa. 
A arte *imigongo* quase desapareceu após os trágicos eventos do genocídio ruandês em 1994, mas experimentou um renascimento nas últimas décadas graças ao apoio de organizações culturais e cooperativas de mulheres. Hoje, o *imigongo* é não apenas um símbolo de preservação cultural e uma forma de sustento econômico, mas também uma forma de expressão contemporânea para artistas ruandeses, que têm levado o estilo a novos suportes, como telas e objetos decorativos, mantendo a relevância e a tradição viva e vibrante. 
Essa forma artística é ao mesmo tempo um elo com o passado e uma representação da resiliência cultural de Ruanda. Ela continua a enriquecer a cena artística internacional e a fortalecer a identidade cultural do país.

## Leituras adicionais
- Eglash, Ron. "Traditional African Art as a Source of African Renaissance: Case Studies in Craft, Geometry, and Mathematics." African Arts, vol. 51, no. 1, 2018.